# Карр, Джимми
Джеймс Энтони Патрик «Джимми» Карр (англ. James Anthony Patrick «Jimmy» Carr, род. 15 сентября 1972) — британский стендап-комик, писатель, актёр, теле- и радиоведущий. Активной деятельностью в области юмора Карр начал заниматься в 2000 году и стал успешным комиком.

## Биография

### Ранние годы
Джеймс «Джимми» Карр родился 15 сентября 1972 года в Айзлворте, Западный Лондон, Англия в семье ирландцев из Лимерика: Патрик Джеймс Карр (1945 г.р.) — бухгалтер, который стал казначеем в компьютерной компании «Unisys», и Нора Мэри (урождённая Лоулор, 19 сентября 1943 — 7 сентября 2001). Джимми средний из трёх братьев. Его родители поженились в 1970 году и разошлись в 1994, но никогда не разводились.
Карр провёл большую часть своей ранней жизни в Слау, Беркшир, где он учился в общей школе Фарнэм и средней школе Бёрнэм, а затем завершил Королевскую гимназию
в Хай-Уиком, Бакингемшир, где его одноклассником был будущий игрок сборной по регби Мэтт Доусон. Семья Джимми не забывала о своих ирландских корнях и совершала частые поездки в Лимерик и Килки, графство Клэр. Карр имеет британское и ирландское гражданство и является, по его собственным словам, представителем пластиковых Пэдди.
После школы Карр поступил на отделение политологии в Gonville & Caius, один из колледжей Кембриджского Университета. Он получил высшее образование в 1994 году.

### Карьера

#### Стэндап
Бывший сотрудник маркетинговой службы компании «Shell Oil», Джимми начал свою карьеру комедианта в 2000-м. Беря в году лишь пять недель отдыха, Карр постоянно гастролирует как комик импровизационного жанра. В 2003 году он выступал на шоу «Charm Offensive» Эдинбургского фестиваля, что вылилось в пять звёздных статей о нём в четырёх влиятельных газетах. В 2004 году провёл свои сольные выступления в клубе «Vicar Street» (Дублин), на комедийных фестивалях в Лестере, Глазго, Голуэйе и «Cat Laughs» (Килкенни), наряду с выступлением в Театре Блумсбери, где он снял свой первый DVD «Live».
В 2004 году он пригрозил подать в суд на комика Джима Дэвидсона за использование шутки, которую Карр считал своей. Дело было прекращено, когда стало очевидно, что шутка старая и используется на протяжении десятилетий многими различными комиками. Стартовав 9 апреля 2005 года, Джимми отправился в турне по стране со своим шоу «Публичная демонстрация любви». Он также появился в EICC (Эдинбургский международный конференц-центр) во время Эдинбургского фестиваля в августе 2005 года с его шоу «Off The Telly». Позднее в том же году, в конце ноября, он выпустил свой второй DVD «Stand Up».
В августе 2006 года начались новые гастроли, «Gag Reflex», за которые Карр удостоился приза «British Comedy Award» за «Лучшее живое выступление». В этом же году он также выступил на фестивале «Just for Laughs» в Монреале и совершил визит на фестиваль в Ньюбери. Он выпустил свой третий DVD «Comedian» в ноябре 2007. Осенью того же года начался новый национальный тур Джимми под названием «Repeat Offender». В конце 2008 года Карр начал гастроли с шоу под названием «Joke Technician».
20 августа 2009 года стартовал тур «Rapier Wit». 2 ноября 2009 года был выпущен новый DVD «Telling Jokes». Кроме того, в июле 2009 года Карр гастролировал по Лас-Вегасу вместе с группой «The Killers».
В октябре 2009 года Карр получил критику со стороны нескольких таблоидов за шутку о британских солдатах, которые потеряли конечности в Ираке и Афганистане, заявив, что Великобритания будет иметь сильную команду в Лондоне на Паралимпийских играх 2012 года. Затем сами издания попали под волну критики за ложное утверждение, написав, что публика на шутку отреагировала ошеломленным молчанием. Сам же Джимми счёл свой выпад «абсолютно приемлемым», имея склонность шутить об инвалидах и изнасиловании.

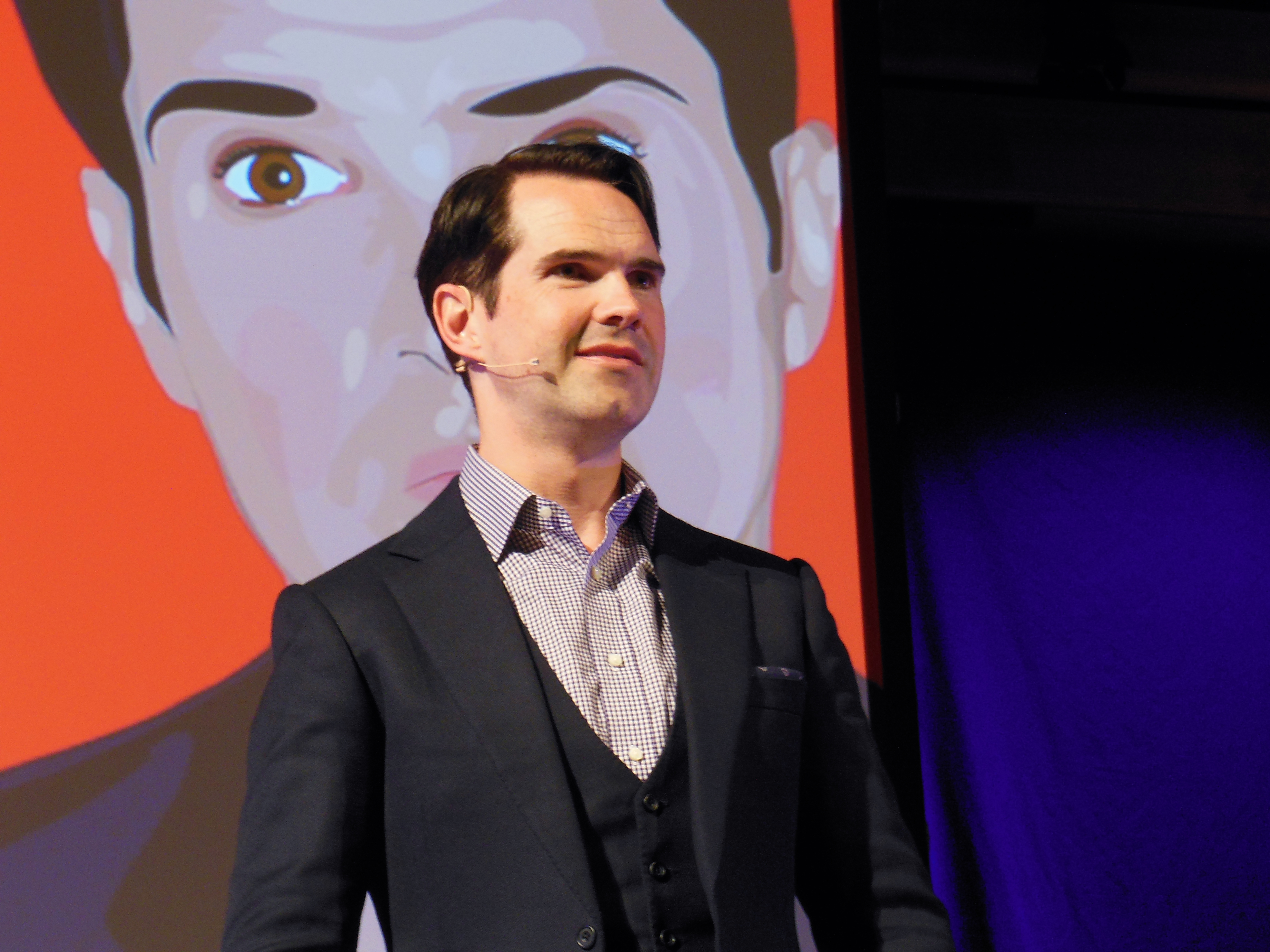
Jimmy Carr, 2015-04-13 1

Шестой концертный DVD «Making People Laugh» был выпущен 8 ноября 2010 года. В 2010-11 годах прошёл тур под названием «Laughter Therapy». 21 ноября 2011 года выпущен DVD «Being Funny».
18 ноября 2013 года вышел DVD «Laughing and Joking», последний на сегодняшний день DVD «Funny Business» был выпущен 18 марта 2016 года.
В 2003 году Карр был включён в список «50-ти самых забавных моментов в британском юморе» газеты «The Observer». В интернет-опросе 2007 года канала Channel 4, собирающем топ-лист ста величайших комиков жанра «stand-up comedy» Джимми занял 12-е место.

#### Телевидение

##### Ведущий

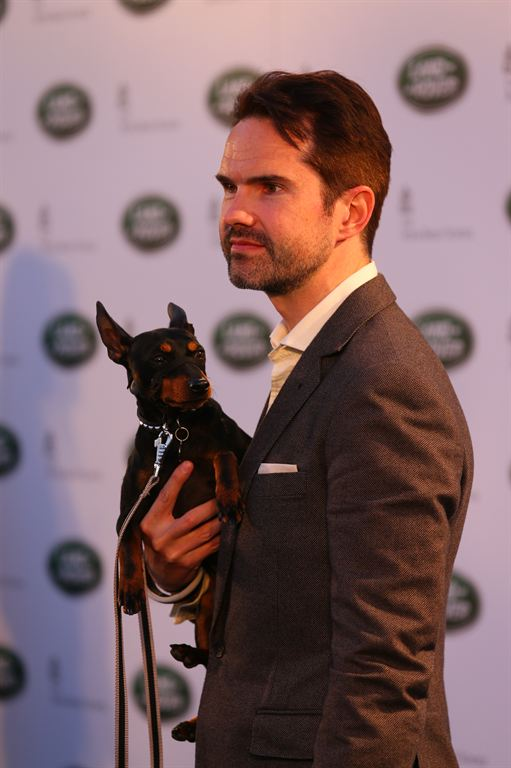
The All-New Range Rover — Global Reveal (7955217232)

Заработав репутацию отличника «stand-up comedy», Карр был приглашён телеканалом Channel 4 вести игровые шоу «Distraction» и «Your Face or Mine?». Он представил серию программ «100’s»: «100 худших поп-рекордов», «100 худших британцев», «100 величайших героев мультфильмов», «100 людей, наиболее похожих на Джимми Карра» и «100 жутких моментов».
С 2004 по 2006 года Карр вёл американскую версию «Distraction» на Comedy Central. Он также был номинирован на «Rose d’Or» в 2006 году в номинации «Лучший ведущий игрового шоу». Каждый декабрь Карр ведёт «The Big Fat Quiz of the Year» на Channel 4. Он также выпускает специальные эпизоды этой программы под названием «The Big Fat Quiz of Everything».
С 2005 года Карр ведёт шоу «8 Out of 10 Cats». С 2012 года Джимми представил шоу «8 Out of 10 Cats Does Countdown», сочетание «8 Out of 10 Cats» и дневной шоу-викторины «Countdown».
В апреле 2010 года Карр провёл первый британский вариант комедийного шоу «A Comedy Roast», аналог американского «Comedy Central Roast». 6 мая 2010 года он был соведущим «Alternative Election Night», наряду с Дэвидом Митчеллом, Лорен Лаверн и Чарли Брукером. Он вошёл в тройку ведущих комедийного шоу «10 O’Clock Live», которое стартовало в январе 2011 года.
В 2014 и 2015 годах Карр принял участие, как приглашённая звезда, в двух эпизодах в «Sunday Night at the Palladium» на ITV.

##### Приглашённый ведущий и гость
Карр был приглашённым ведущим на шоу «Have I Got News for You», позже он присоединился к команде Яна Хислопа, работающей над этим шоу. Впервые оно было показано 30 ноября 2007 года, гостем была политик Энн Уайддкомб, с которой Джимми грязно флиртовал. Уайддкомб позже заявила: «Я не думаю, что ещё раз приду на эту программу». Карр дважды появился в «Never Mind the Buzzcocks», а также в «A League of Their Own» и «QI».
Во время появления на автошоу BBC «Top Gear», Карр установил новый рекорд круга среди знаменитостей в рубрике «Звезда в бюджетном автомобиле». Он был охарактеризован тест-пилотом «Top Gear» Стигом как «худший водитель, который когда-либо был у нас в программе» и «самый удачливый среди живущих». Карр провёл «Top Gear Live World Tour» 2009—2010 годов.
В США он дважды появился на «Late Night with Conan O’Brien» и трижды на «The Tonight Show with Jay Leno». Карр появился в ирландском комедийном новостном шоу «The Panel». В 2003 году Джимми появился в музыкальном видео на рождественскую песню «Proper Crimbo» из комедийной программы «Bo' Selecta». Карр указан в титрах DVD Росса Ноубла «Randomist», в котором он ударил Ноубла, когда тот возвращался в гримёрку.
Копия головы Карра высотой 15 футов была использована в рекламной кампании чипсов «Walkers» и впоследствии появилась в различных изданиях. В июле 2013 года ITV News и BBC Cumbria сообщили, что «Skiddle» перевезла реплику в Престон на фестиваль «Wickerman Festival».
В 2012 году Карр был приглашённой звездой на шоу «The Last Leg». Джимми написал сценарий и снялся в скетче к 25-летию благотворительной организации «Разрядка смехом» в 2013 году.
В октябре 2014 года Карр появился в комедийном скетче «The Feeling Nuts Comedy Night», посещённый увеличению осведомлённости о раке яичек. В скетче он приглашает модель Дэйзи Лоу в гостиничном номере, чтобы проверить его яички. В скетче также снялись Джейми Каллум, Лэнс Армстронг и Райлан Кларк-Нил.

### Радио
Карр является постоянным гостем и интервьюером в радиопрограммах «Loose Ends» (BBC Radio 4) и «The Fred MacAulay Show» (BBC Radio Scotland). В январе 2005 года Карр принимал участие в «It’s Been a Terrible Year» — комедийный обзор 2004 года на BBC Radio 2. Вплоть до июля 2006 года он участвовал в воскресном утреннем радиошоу на Xfm с комиком Иэном Моррисом. Он появился в двух эпизодах радиосериала «Flight of the Conchords» в 2005 году. В январе 2006 года Карр в эфире «Loose Ends» произнёс шутку, кульминацией которой было то, что цыганки воняют. Хотя BBC принесла извинения, Джимми отказался извиниться и продолжил использовать эту шутку.

### «Second Life»
21 декабря 2006 года Джимми заявил, что планирует стать первым комиком, который выступит для онлайн-игры «Second Life», миллионного трёхмерного виртуального мира, где любой может прожить свою вторую жизнь. Это было подтверждено на его страничке в MySpace 3 января 2007 года.

### Книги
В 2006 году Карр опубликовал две книги «The Naked Jape: Uncovering the Hidden World of Jokes» и «Only Joking: What’s So Funny About Making People Laugh».

## Личная жизнь
Во время своего выступления на BBC Джимми сказал, что лет до 25 он был католиком, а до 26 оставался из-за своей веры девственником. Когда он познакомился с работами Ричарда Докинза, то отрекся от веры, став атеистом. В возрасте 26 лет у Карра был, как он сам его называет, «ранний кризис среднего возраста», в ходе которого он потерял свою католическую веру. С тех пор он выступает с критикой организованной религии, заявляя, что религия ограничивает свободу людей жить их собственной жизнью. Карр говорит, что он перенёс много психотерапии (в частности нейролингвистическое программирование) во время своего кризиса, чтобы справиться с потерей веры, и что он имеет квалификацию терапевта.
Джимми живёт в Северном Лондоне со своей подругой, Кэролайн Коппинг, редактором телеканала Channel 5.

### Отец
Став вдовцом, отец женился во второй раз в 2003 году. В марте 2004 года отец Карра, Патрик, был задержан Службой столичной полиции, после того, как Джим Карр и его брат Колин обвинили своего отца в преследовании. Позже Патрик был оправдан по всем пунктам обвинения, получил письменное извинение от Королевской прокурорской службы и извинения от лондонской полиции, а также ему была выплачена денежная компенсация за ложный арест и ложное обвинение в уголовном преследовании.
Во время работы со своим отцом на «JC Productions», Карр сделал свою первую экспериментальную короткометражку на британской киностудии «Pinewood», в которой снялись Крэйг Чарльз, Рой Дотрис и он сам. Его псевдодокументальный фильм получил название «The Colour of Funny».

## Награды и премии
- LAFTA Awards 2008: Лучшее стендап выступление
- LAFTA Awards 2007: Самый смешной человек
- British Comedy Awards 2006: Лучшее живое выступление
- Rose d’Or 2006: Лучшее игровое шоу (проиграл)
- LAFTA Awards 2005: Самый смешной человек
- Rose d’Or 2004: Лучший ведущий (проиграл)
- Loaded Lafta Award 2004: Лучшее стендап выступление
- Royal Television Society: Лучший дебютант 2003 года
- Perrier Award: 2002 (проиграл)
- Time Out Award: Лучшее стендап выступление 2002 года

## Фильмография
| Год  |    | Русское название   | Оригинальное название       | Роль                    |
| ---- | -- | ------------------ | --------------------------- | ----------------------- |
| 2006 | ф  | Вскрытие пришельца | Alien Autopsy               | Менеджер Гэри           |
| 2006 | ф  | Конфетти           | Confetti                    | Антони                  |
| 2006 | ф  | Громобой           | Stormbreaker                | Джон Кроуфорд           |
| 2007 | ф  | Я хочу конфетку    | I Want Candy                | Парень из видеомагазина |
| 2008 | ф  | Телстар            | Telstar: The Joe Meek Story | Джентльмен              |
| 2016 | мф | Волшебство         | Magik                       | Джейкоб                 |

### DVD
| Название           | Дата выхода     | Место съёмки                |
| ------------------ | --------------- | --------------------------- |
| Вживую             | 8 ноября 2004   | London’s Bloomsbury Theatre |
| Стендап            | 7 ноября 2005   | London’s Bloomsbury Theatre |
| Комик              | 5 ноября 2007   | London’s Bloomsbury Theatre |
| На концерте        | 3 ноября 2008   | London’s Bloomsbury Theatre |
| Рассказывает шутки | 2 ноября 2009   | London’s Bloomsbury Theatre |
| Смешить людей      | 8 ноября 2010   | Glasgow’s Clyde Auditorium  |
| Шутя               | 21 ноября 2011  | Birmingham’s Symphony Hall  |
| Смеясь и шутя      | 18 ноября 2013  | London’s Hammersmith Apollo |
| Валяет дурака      | 18 марта 2016   | London’s Hammersmith Apollo |
| Тёмное начало      | 25 декабря 2021 | Cliffs Pavilion             |